# ميلكور أوكامبو
ميلكور أوكامبو هو عالم أحياء ودبلوماسي ومحامي ووزير وسياسي مكسيكي، ولد في 5 يناير 1814 في Maravatío ‏ في المكسيك، وتوفي في 3 يونيو 1861 في Tepeji ‏ في المكسيك. انتخب عضو مجلس النواب المكسيك ‏ وانتخب Governor of Michoacán ‏.